# Талвег
Талвегът (на немски: Tal – долина и на немски: Weg – път) е геоморфоложка линия, която маркира най-дълбоката част на речното дъно. Понятието е основно и за хидрологията.
В международните отношения талвеговата линия служи за определяне на граници между държави по плавателни реки.
Талвегът е свързващата линия на най-дълбоките точки на всички речни профили в направлението по дължина на речна долина, поток, канал или дол. Местоположението на тази осова линия във водата не е постоянно, защото състоянието на водата и наносите в нея се мени и това предизвиква колебание и удължаване на речното легло, следователно положението на талвега се движи между двата бряга, така че по принцип неговото положение не съвпада със средната линия. В зависимост от поведението на течението на реката и от вида на дъното талвегът не трябва да протича в най-широкия ръкав на реката при разклоненията, а трябва да протече там, където течението на речното легло има най-силна ерозия. Положението на талвега се определя чрез спускане на отвеси чрез пеленгуване, измерване дълбочината на реката и се представя в измерителни протоколи и карти с едър мащаб. Талвегът при реки, през които преминават политически граници се маркират като гранични линии. Понеже талвегът е подложен на непрекъснати промени, са необходими нови определяния на границите. Те се изпълняват от двете гранични държави и се установяват в междудържавни протоколи.